# Епархия Пикуса
Епархия Пикуса (лат. Dioecesis Picuensis) — епархия Римско-Католической церкви c центром в городе Пикус, Бразилия. Епархия Пикуса входит в митрополию Терезины. Кафедральным собором епархии Пикуса является собор Пресвятой Девы Марии.

## История
28 октября 1974 года Римский папа Павел VI издал буллу Neminem latet, которой учредил епархию Пикуса, выделив её из епархии Уэйраса.

## Ординарии епархии
- епископ Augusto Alves da Rocha (23.05.1975 — 24.10.2001) — назначен епископом епархии Уэйраса-Флориану;
- епископ Plínio José Luz da Silva (26.11.2003 — по настоящее время).

## Источник
- Annuario Pontificio, Libreria Editrice Vaticana, Città del Vaticano, 2003, ISBN 88-209-7422-3